# النقول (السياني)

تعديل مصدري - تعديل

النقول محلة تابعة لقرية يعدش، التابعة لعزلة الدامغ بمديرية السياني إحدى مديريات محافظة إب في الجمهورية اليمنية.، بلغ تعداد سكانها 76 حسب تعداد اليمن لعام 2004.